# No pasarán

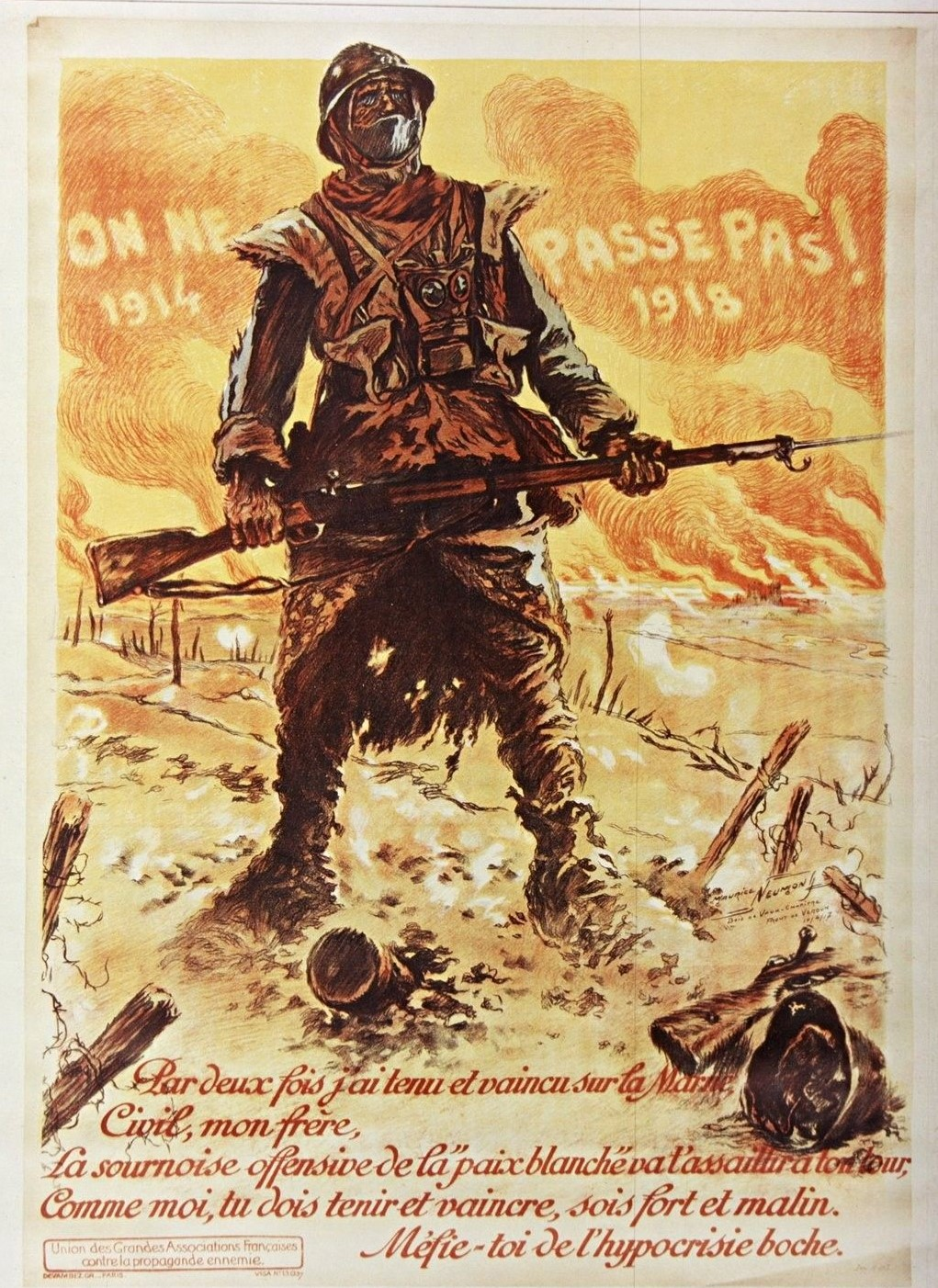
Cartel francés de la Primera Guerra Mundial.

«¡No pasarán!» (francés: «Ils ne passeront pas!», inglés: «They shall not pass», rumano: «Pe aici nu se trece») es el lema usado para expresar la determinación de defender una posición contra el enemigo. La primera referencia a su uso conocida se encuentra en el poema "La cançó dels invadits" de Apel·les Mestres, escrito en 1914 como protesta por la Invasión alemana de Bélgica. El poema se popularizó en España y Francia, y más tarde en la batalla de Verdún durante la Primera Guerra Mundial fue repoducido por el general francés Robert Nivelle (aunque hay quien se la atribuye a su comandante, Philippe Pétain). Aparece después en carteles de propaganda, como el de Maurice Neumont después de la segunda batalla del Marne, con la forma «On ne passe pas!», que será la forma adoptada en las placas de los uniformes de la Línea Maginot. A menudo interrelacionado con el «¡Ni un paso más!».
Más tarde, durante la Guerra civil española (1936–39), fue usado por la República española  en el asedio de Madrid,  en la famosa forma «¡No pasarán!», que empleó Dolores Ibárruri la Pasionaria –una de las fundadoras del Partido Comunista de España– en un discurso. La expresión la tomó de un cartel realizado para el bando republicano por el pintor algecireño Ramón Puyol. El artista narró de este modo la creación del cartel: 

Nunca pensé que podíamos perder la guerra; no lo creía nunca, hasta última hora cuando todo era irremediable. De ahí nació. Dolores Ibárruri ‘La Pasionaria’ lo vio y dio el visto bueno para impresión como consigna de guerra. Después en la Segunda Guerra Mundial, el famoso cartel y su frase, en español, serían también utilizados en los frentes aliados.

También fue empleado en Nicaragua durante la revolución sandinista en 1979, bloqueando así las calles y no dejando pasar a la Guardia Nacional a barrios sandinistas y por la agresión armada, durante los años 80, protagonizada por la denominada Contra organizada, apoyada y financiada por EE. UU.. Por este suceso el cantante Carlos Mejía Godoy compuso una canción titulada «No pasarán».
«¡No pasarán!», en castellano, ha llegado a ser un lema internacional antifascista y todavía se usa así en los círculos políticos de izquierda. 
A menudo se ha respondido a esta expresión con un «Pasaremos». El lema de respuesta de la derecha, «Hemos pasado», lo acuñó el general Francisco Franco cuando sus fuerzas entraron finalmente en Madrid y la cantante Celia Gámez interpretó «Ya hemos pasao» en la que se burlaba del bando vencido. También ha sido utilizado por el partido político Vox tras sus resultados en las elecciones municipales de 2019 en Madrid y Cataluña tras las elecciones autonómicas en 2021.
No pasarán es, además, el título de un álbum de la banda polaca Blade Loki. Así mismo, hay algunas canciones con el título de «No pasarán», como las producciones de Rolando Alarcón, Boikot, Reincidentes, Los Chikos del Maíz, Carlos Mejía Godoy, María Ruíz y Cristian Vergara.
La frase fue utilizada en una camiseta por Nadia Toloknó, una de las integrantes del grupo punk-rock feminista ruso Pussy Riot, durante su juicio por llevar a cabo una performance punk en contra del apoyo de la iglesia ortodoxa rusa a la candidatura de Vladímir Putin en las elecciones presidenciales de Rusia de 2012.

## Usos en ficción
- Una ligera variación se puede ver en la primera película de la trilogía de El Señor de los Anillos, cuando Gandalf se enfrenta al balrog sobre el puente de Khazad-dûm y le impide el paso al grito de «¡No puedes pasar!» o «¡No pasarás!», dependiendo del doblaje. La frase original en la novela es «You shall not pass», traducida en la edición en español por «No puedes pasar». Curiosamente J. R. R. Tolkien luchó en la Primera Guerra Mundial, aunque no en Verdún.

- Monty Python también lo usa en la película Los caballeros de la mesa cuadrada, en la secuencia de la lucha contra el Caballero Negro.

- En el cómic Astérix en Hispania, un chiquillo español parafrasea esta expresión cuando las tropas de Julio César se aproximan a su pueblo.

- Bajo el título único de ¡No Pasarán! se han recopilado tres volúmenes del autor de tebeos Vittorio Giardino con las aventuras del personaje Max Fridman durante su participación en el bando republicano en la guerra civil española.

- En la novela Guerra Mundial Z, de Max Brooks, se hace referencia a la misma frase, en la lucha de un solo escuadrón de soldados franceses en contra de más de trescientos zombis, cita "Su voz fue lo último que escuchamos antes de que la señal del teléfono se apagara para siempre. Sus últimas palabras: “¡On ne passe pas!”

- También se le menciona, como lema, en la novela "La muerte de Artemio Cruz", del autor mexicano Carlos Fuentes.

- El primer DLC del videojuego Battlefield 1, situado en la Primera Guerra Mundial, es titulado "They Shall Not Pass" y está basado en las batallas libradas por el ejército francés durante la misma.[7]